# Потер (Небраска)
Потер (енгл. Potter) град је у америчкој савезној држави Небраска.

## Демографија
По попису из 2010. године број становника је 337, што је 53 (-13,6%) становника мање него 2000. године.
| Група             | 2000.       | 2010.       |
| Белци             | 377 (96,7%) | 318 (94,4%) |
| Афроамериканци    | 0 (0,0%)    | 0 (0,0%)    |
| Азијати           | 0 (0,0%)    | 0 (0,0%)    |
| Хиспаноамериканци | 9 (2,3%)    | 15 (4,5%)   |
| Укупно            | 390         | 337         |